# Zafir (film fra 2011)
 For alternative betydninger, se Zafir. (Se også artikler, som begynder med Zafir)
Zafir er en dansk kortfilm fra 2011 instrueret af Thomas Bagger.

## Handling
Mark er en ung mand der bærer en stor byrde af sorg og had. Han har mistet sin ældre bror, en dansk soldat der blev dræbt i Afghanistan. Som mange teenage drenge har Mark svært ved, at kontrollere sine følelser og hans tab drukner ham i et hav af had mod den ¿mørkhudede fjende¿ der tog fra ham, hvad han elskede så højt. Blændet af sit had nægter han at åbne sig for andre. Et par måneder senere løber situationen løbsk, da en Afghansk dreng, Mushin, starter i hans klasse. Mark har nu et symbol for det han hader så inderligt og han vil ikke vise nåde, ligesom hans bror ej heller blev vist det. Marks indledende forsøg på at ryste den mørke dreng mislykkes, da Mushin ikke har interesse i konflikter. Men i takt med Mushins pacifisme stiger voldsomheden i Mark der isolerer sig fra sine kammerater. Hvad Mark ikke ved er, at Mushin selv bærer en tragisk byrde, der vil få fatale konsekvenser for begge drenge.

## Medvirkende
- Victor Bjørk Holm Johansen, Mark
- Joakim Rasmussen, Muhsin
- Mathias Broe, Marks ven
- Signe Vesterdorf Iversen, Lærerinde
- Martin Mandrup, Sagsbehandler
- Nora M. El-Jichi, Zafir
- Nicklas Malling, Drengegruppe
- Morten Arvad, Drengegruppe
- Helle Christina Søvang, Marks mor